# Хайруш
Хайру́ш (каз. Хайруш) — село у складі Казталовського району Західноказахстанської області Казахстану. Входить до складу Талдикудуцького сільського округу.
У радянські часи село називалось Хайрош.
Населення — 56 осіб (2021; 212 у 2009, 256 у 1999, 270 у 1989).